# Orna Banai

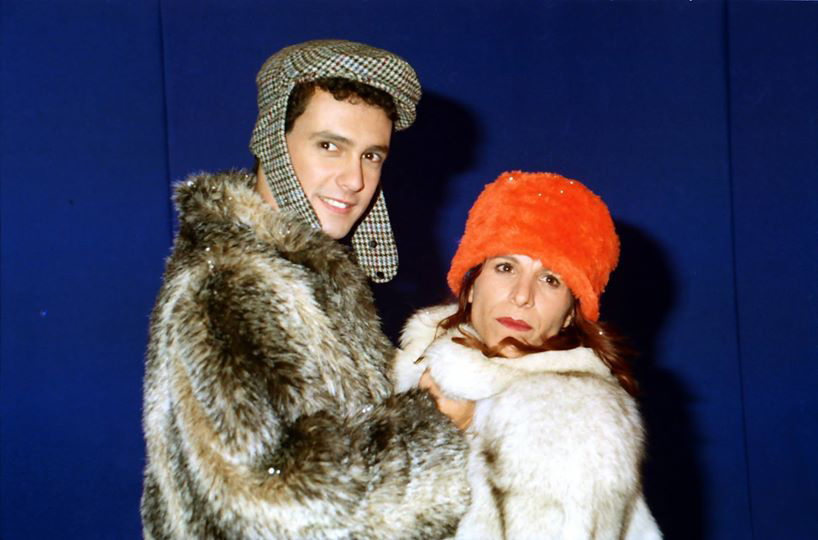
Oded Menashe y Orna Banai.

Orna Banai (en hebreo: אורנה בנאי‎; nacida el 25 de noviembre de 1966) es una actriz, comediante y artista israelí, exmiembro del Consejo de la ciudad de Tel Aviv.

## Biografía
Banai nació en Beersheba y se crio en Omer. Su padre era juez en Beersheba, y su madre era ejecutiva de educación en la ciudad de Beersheba. Muchos de sus parientes son actores y cantantes israelíes exitosos. La siguiente generación de la familia Banai, incluyendo a Orna y sus hermanos, Meir y Eviatar, siguió esta tradición. Después de tres años de estudiar actuación en el estudio de Nissan Nativ en Tel Aviv, Banai comenzó a actuar en stand-up comedy y espectáculos de entretenimiento.
Banai se hizo conocida por interpretar a "Limor" en los cómicos programas de televisión israelíes Action and Rak BeIsrael (con Erez Tal). Desde 2003, Banai ha aparecido en el popular programa de televisión satírico Eretz Nehederet. Además, Banai actuó en dramas televisivos como Merchav-Yarkon y Max VeMoris. Banai también apareció en obras de teatro como Singles and The Last Striptease.
Ella sirvió como miembro del Concejo Municipal de Tel Aviv-Jaffa en nombre del Partido Verde de 2003 a 2008.

En 2005, Banai participó en "Efrat" en el programa de televisión Ima'lle, a la que contribuyó escribiendo. El espectáculo se basó en la historia del propio embarazo de Banai y el nacimiento de su hijo Amir.
Banai es lesbiana. Ella describe su punto de vista sobre el conflicto árabe-israelí como de izquierda.